# ARC Standard Raster Product
Das ARC Standard Raster Product (ASRP) ist ein in einem Dokument der Digital Geographic Information Working Group (DGIWG) beschriebener Standard zur Codierung geographischer Daten.
ASRP verwendete die Equal ARC-Second Raster Chart-Projektion (ARC Projektion).
Die DGIWG ist ein internationaler Zusammenschluss verschiedener nationaler, mit militärischer Kartografierung befasster Institutionen. Deutschland ist in dieser Arbeitsgruppe zur Standardisierung eines für zivile und militärische Zwecke einsetzbaren, digitalen, geographischen Datenformats durch das Amt für Militärisches Geowesen (neu: Amt für Geoinformationswesen der Bundeswehr) in Euskirchen vertreten. Darüber hinaus gehören der Arbeitsgruppe Organisationen aus den Staaten Belgien, Kanada, Dänemark, Frankreich, Italien, Niederlande, Norwegen, Spanien, Großbritannien, die Vereinigten Staaten und der Chief Geographic Officer des NATO-Hauptquartiers SHAPE aus Brüssel an.
Der Standard betrifft Aufzeichnung, Verarbeitung und Wiedergabe der Geo-Informationsdaten. Der Standard definiert die Datenstruktur, die Dateistruktur, Format und Aufzeichnungskriterien für die Aufzeichnung rasterloser Geo-Daten nach dem WGS84-Standard (World Geodetic System 1984).
Die Version 1.2 der Spezifikation erschien im März 1995, die Version 1.1 im Mai 1993.